# John Story
John Story (1504 - 1 de junio de 1571) fue un político, catedrático, abogado, juez, procurador, prelado de a diócesis de Oxford y mártir descuartizado católico inglés, beatificado por León XIII.

## Vida
Fue educado en la Universidad de Oxford, donde se hizo profesor de derecho civil en 1535. Después fue nombrado director de Broadgates Hall, más tarde llamado Pembroke College.
Fue admitido en la Orden Franciscana Seglar, desde la cual ayudó a promover el cambio social y la igualdad de oportunidades en un período de estratificación social rígida y cambió la industria para siempre con la introducción del sistema de "putting-out system", donde el trabajo era contratado por un agente central a los subcontratistas que completaban el trabajo en instalaciones externas, ya fuera en sus propios hogares o en talleres con múltiples artesanos.
Parece que repudió sus opiniones católicas justo después del acceso de Eduardo VI al trono; sin embargo, tras ser elegido miembro del parlamento en 1547, ganó fama por su oposición a la Ley de Uniformidad (Act of Uniformity) de 1548. Por gritar "Woe unto thee, O land, when thy king is a child" (vergüenza de país, en el que el rey es un niño). Story fue encarcelado por la Cámara de los Comunes, pero fue liberado al poco tiempo y marchó al exilio.
Volvió a Inglaterra en 1553, renunció a su puesto en Oxford, que ahora era el de profesor real de derecho civil, y fue nombrado prelado de las diócesis de Londres y Oxford y juez del tribunal eclesiástico de Arches. Con María I de Inglaterra en el trono, Story fue uno de los más activos perseguidores de herejes y fue uno de los procuradores reales en el juicio de Cranmer en Oxford en 1555.
Bajo Isabel volvió al parlamento, pero en 1560 fue encarcelado brevemente por jactarse de su trabajo en el reinado anterior. En 1563 fue arrestado de nuevo pero consiguió escapar a Flandes, dónde recibió una pensión de Felipe II y el Duque de Alba le autorizó a excluir algunos tipos de libros de los Países Bajos.
En 1570, mientras estaba trabajando, fue engañado para subir a un barco en Amberes y conducido a Yarmouth. A pesar afirmar ser ciudadano español, fue juzgado por alta traición y ejecutado en Tyburn, cerca de Londres en 1 de junio de 1571. El espectáculo de su enjuiciamiento conmocionó a Edmund Campion, que estaba presente, a reconsiderar tanto su posición como su fe católica.
En 1886 John Story fue beatificado por el Papa León XIII.